# Vera Šnajder
Vera Šnajder (Sarajevo, 2. veljače 1904. – Sarajevo, 14. veljače 1976.) bila je prva znanstvenica matematičarka u Bosni i Hercegovini.[nedostaje izvor] Vera Šnajder pripada obitelji značajnih djelatnika u povijesti Bosne i Hercegovine. Dala je značajan doprinos razvoju matematike kao moderne fundamentalne discipline i Odsjeka za matematiku Prirodno-matematičkog fakulteta Sveučilišta u Sarajevu.

## Životopis
Vera Popović (Šnajder) rođena je u Reljevu kod Sarajeva. U Reljevu se tada nalazila pravoslavna Bogoslovija, na čijem čelu je, kao rektor, bio njen otac. Osnovnu školu i klasičnu gimnaziju završila je u Sarajevu 1922. Zatim je završila studij na Filozofskom fakultetu u Beogradu (grupa primijenjena matematika, teorijska matematika i eksperimentalna fizika) 1928. godine.
Bila je profesorica Ženske gimnazije u Sarajevu. Zatim kao stipendistica Francuske vlade i odlazi u Pariz na usavršavanje (1929./1930. na Institutu "Henri Poincaré" u Parizu). Honorarna je suradnica u Laboratoriju za hidrodinamiku na Sorboni, do kraja 1932. Tijekom studijskog boravka u Parizu Vera Šnajder objavila je u Comptes Rendus des Sciences de l'Académie des Sciences svoj prvi znanstveni rad koji je ujedno bio i prvi znansveni rad u području matematike koji je objavila autorica rođena u Bosni i Hercegovini. Nuđen joj je angažman za rad za potrebe Ministarstva zrakoplovstva Francuske, ali nije pristala.
Od kraja 1932. opet je profesorica Ženske gimnazije u Sarajevu. Njen suprug dr. Marcel Šnajder, jedan od prvih doktora filozofije u Bosni i Hercegovini, inače, profesor filozofije i matematike bio je Židov i stradao je od nacista odmah na početku Drugog svjetskog rata. 
Od lipnja 1945. postavljena je za direktoricu 2. ženske gimnazije, a ožujka 1946. postaje jedna od prvih profesorica Više pedagoške škole u Sarajevu, 1947. postavljena je za savjetnicu u Ministarstvu prosvjete. Lipnja 1948. godine vraća se na Višu pedagošku školu. 
Vera Šnajder sudjeluje u osnivanju Filozofskog fakulteta u Sarajevu 1950., naročito u stvaranju Katedre za matematiku gdje djeluje u zvanju izvanredne profesorice do 1960. kada Katedra prerasta u Odsjek za matematiku i prelazi na novosonovani Prirodnomatematički fakultet Sveučilišta u Sarajevu. Vera Šnajder predaje Diferencijalnu geometriju i Klasičnu mehaniku, Linearnu algebru i Uvod u algebru.
Bila je dekanica Filozofskog fakulteta u Sarajevu u dva navrata, 1951. – 1953. i 1958. – 1959. Izborom za dekanicu 1951. Vera Šnajder ušla je u povijest kao prva žena dekan jednog od prvih bosanskohercegovačkih fakulteta i prva dekanica jednog od fakulteta u cijeloj Jugoslaviji.
Bila je članica brojnih institucija i komisija: članica Sveučilišnog vijeća (Univezitetskog savjeta), članica Savjeta za prosvjetu BiH, predsjednica Komisije Savjeta Narodne biblioteke, članica Komisije za davanje zvanja znanstvenih suradnika, tj. zvanja prosvjetnih savjetnika, predsjednica Komisije za polaganje profesorskih ispita. Bila je i dugogodišnja predsjednica Društva Jugoslavija – Francuska i dr. 
Naročitu aktivnost pokazala je kao predsjednica Društva matematičara, fizičara i astronoma BiH, a bila je i glavna organizatorica IV. Kongresa matematičara, fizičara i astronoma Jugoslavije, održanog u Sarajevu 1965. godine. U njenu čast „Nagrada Vera Šnajder“, koju je ustanovila Bosnia & Herzegovina Futures Foundation, dodjeljuje se svake godine u obliku putne pomoći izvrsnom studentu prirodnih ili tehničkih znanosti na dodiplomskom, magistarskom ili doktorskom studiju u Bosni i Hercegovini. 
Njena kći Milica Šnajder, do 1992. profesorica (jedno vrijeme i dekanica) Muzičke akademije u Sarajevu, živi u Ljubljani. Njeni unuci su Andrej i Dragan Huterer. Stariji unuk Dragan Huterer, doktor fizike, znanstvenik je u području kozmologije, a živi i radi u Americi. 

## Vanjske poveznice
- Vera Šnajder – bosanskohercegovačka Marie Curie, dokumentarni film, Al Jazeera Balkans, 8. 9. 2021. (YouTube)
- Nagrada Vera Šnajder
- Bosnia & Herzegovina Futures Foundation